# Zwota
Zwota (vogtländisch Zwote) ist ein Ortsteil von Klingenthal im sächsischen Vogtlandkreis. Am 1. Januar 2013 fusionierte die bisherige Gemeinde Zwota mit Klingenthal zur neuen Stadt Klingenthal und ist seither neben Klingenthal und Mühlleithen einer der drei Ortsteile in Sinne einer Ortschaft mit gewähltem Ortschaftsrat. Zum Klingenthaler Ortsteil Zwota gehören neben dem Hauptort Zwota die Orte Zechenbach und Oberzwota. Zwota gehört zum Musikwinkel.

## Geografie
Zwota liegt westlich des Ortsteils Klingenthal im Südosten des sächsischen Teils des historischen Vogtlands. Bezüglich des Naturraums liegt der Ort im Westerzgebirge. Zwota gehört zum Naturpark Erzgebirge/Vogtland und wird im Norden vom Erzgebirge sowie im Süden vom Elstergebirge begrenzt. Höchster Berg in der näheren Umgebung ist mit 805 m ü. NN der westlich gelegene Hohe Brand. Die Häuser befinden sich rechts und links des gleichnamigen Flusses Zwota, sowie an den Zuflüssen Glasbach, Schieferbach und Zechenbach. Die Zwota prägte die Geologie des Tales, in dessen Tal sich Zwota auf einer Länge von 7 Kilometern entlang zieht.

### Nachbarorte
Die Ortslage Zwota befindet sich im Osten des Klingenthaler Ortsteils Zwota. Zwota-Zechenbach bildet den mittleren und Oberzwota den westlichen Teil des Ortsteils Zwota.
| Schöneck/Vogtl.                     | Kottenheide                                 | Brunndöbra                                           |
| Zwotental                           | Kompassrose, die auf Nachbargemeinden zeigt | Klingenthal (Hauptort)                               |
| Wohlhausen mit Friebus, Gopplasgrün | Landesgemeinde                              | Krásná u Kraslic (Schönwerth), Hraničná (Markhausen) |

### Klima

Niederschlagsdiagramm

Der Jahresniederschlag beträgt 995 mm. Der Niederschlag liegt im oberen Drittel der Messstellen des Deutschen Wetterdienstes. Über 85 % zeigen niedrigere Werte an. Der trockenste Monat ist der Oktober; am meisten regnet es im August. Im niederschlagreichsten Monat fällt ca. 1,5mal mehr Regen als im trockensten Monat. Die jahreszeitlichen Niederschlagschwankungen liegen im oberen Drittel. In 68 % aller Orte schwankt der monatliche Niederschlag weniger.

## Geschichte

### Gründung bis 18. Jahrhundert
Der Bach Zwota wurde 1122 als Zwotawa erstmals urkundlich erwähnt, die gleichnamige Siedlung erst wesentlich später. Der Name Zwotawa leitet sich vom sorbischen Wort Suwoda ab, was so viel wie Grenzwasser bedeutet.
Das Tal der Zwota wurde im 16. Jahrhundert verbunden mit dem Bergbau locker besiedelt. Nach 1537/38 wurde eine „bredt und mahl muhl, die Zwotamuhl genennt“ errichtet, die von Nickel Baumgärtel, dem Nachkommen der Erbauer, 1567 an Adam Lorenz verkauft wurde. Um 1610 ist Hans Gottfried als Müller erwähnt. Im Gebiet des heutigen Oberzwota erbaute Jeremias Pestel im Jahr 1574/75 einen Eisenhammer, der 1582 als „der neue Hammer“, später als der „Obere Zwotahammer“ bezeichnet wurde.
Die heutige Besiedlung und eigentliche Gründung der Orte im Tal der Zwota geht auf die Einwanderung protestantischer Glaubensflüchtlinge (Exulanten) aus Böhmen zurück, die sich nach dem 1629 erlassenen Restitutionsedikt von Kaiser Ferdinand II. und dem Beginn der Gegenreformation urkundlich nachgewiesen ab 1631 auf 30 Waldlehen zwischen Klingenthal und Oberzwota niederließen. Zu dieser Zeit gehörte das gesamte Tal der Zwota unter die Grundherrschaft des Ritterguts Wohlhausen. Dessen Besitzer Georg von Carlowitz legte Mitte des 17. Jahrhunderts in Zwota den „Unteren Zwotahammer“ an. Verbunden mit der Bergbautätigkeit entwickelte sich ab dem 17. Jahrhundert um den oberen und den unteren Eisenhammer eine Industrie, wodurch sich Hammerarbeiter aus dem Erzgebirge und Böhmen ansiedelten, außerdem Bergarbeiter und Holzfäller. Haupterwerbszweige der Einwohner von Zwota waren zu dieser Zeit die beiden Eisenhammerwerke, der Waldbau, etwas Feldbau, und textile Gestaltung durch Klöppeln, Steppen und Sticken. Die böhmischen Exulanten brachten ihre Kenntnisse und Fertigkeiten in der Musikinstrumentenfertigung, u. a. im Geigenbau, mit.
1698 wurde der Bau eines Hochofens genehmigt. Nachdem Johann Wolfgang Fischer im Jahr 1704 den unteren Zwotahammer von Philipp Siegmund von Schirnding gekauft hatte, errichtete er den Hochofen am Glasbach, einem Zufluss der Zwota. Das Herrenhaus des unteren Hammerwerks stand neben dem heutigen „Landhotel Gasthof Zwota“ am Hammerplatz. Nach dem Brand im Jahre 1778 wurde es wieder aufgebaut. Im Herrenhaus wurden zunächst auch die Gottesdienste abgehalten. Unter den Brüdern Friedrich Wilhelm und Carl August Mirus wurde die Kirchgemeinde von Zwota ein Filial der Kirchgemeinde Schöneck. Seit 1763 wurden die Gottesdienste in der eigenen Hammerkapelle abgehalten. Im Jahre 1840 wurde Zwota eine eigenständige Kirchgemeinde. Da die inzwischen baufällig gewordene Hammerkapelle im 19. Jahrhundert zu klein geworden war, ersetzte man sie durch einen Kirchenneubau, der 1885 geweiht wurde. An der Stelle der abgerissenen Hammerkapelle entstand im Jahr 1890 das neue Zwotaer Schulgebäude. Seit 1999 bildet die Kirchgemeinde Zwota eine von vier Kirchgemeinden des Klingenthaler Kirchspiels.
Im Jahr 1675 ging mit der als „Hammerschänke“ oder „Zwotahaus“ bezeichneten Gaststätte das erste Zwotaer Wirtshaus in Betrieb. Es wurde durch die Herrschaft des Ritterguts Wohlhausen eröffnet, von dem die Wirtschaft auch das Bier bezog. Nachdem die Hammerschänke beim Zwotaer Großbrand im Jahr 1758 zerstört worden war, eröffnete sie im Jahr 1770 am heutigen Standort im Osten des Orts. 1798 brachten Fuhrleute aus dem Zwotaer Hammerwerk, die Schiffsbleche nach Rotterdam und Amsterdam lieferten, auf dem Rückweg mehrere Walknochen mit, die vor der Hammerschänke aufgebaut wurden. Im Jahr 1836 erhielt die Zwotaer Hammerschänke deshalb ihren heutigen Namen „Gasthof zum Walfisch“.
Im 19. Jahrhundert verlor das Hammergewerbe aufgrund der immer weniger werdenden Eisenerzfunde zunehmend an Bedeutung. 1848 wurde der Zwotenhammer, der auch Hammerwerk Zwotenthal genannt wurde, schließlich eingestellt. Zeugen dieser Zeit sind bis heute die Flurnamen wie Hammerplatz, Hofen, Eberhammer oder Hammerlache.
Im Musikinstrumentenbau war die Geigenproduktion in Zwota bis Mitte des 19. Jahrhunderts in Zwota ansässig. Danach erfolgte die Spezialisierung im Klingenthaler Raum auf die Fertigung von Mund- und Handharmonikas. Die 1844 in Brunndöbra gegründete Harmonikafabrik Gebrüder Ludwig eröffnete 1864 einen Zweigbetrieb, der wenige Zeit später zum Hauptsitz wurde. Neben den 300 Mitarbeitern des Werks arbeiteten zahlreiche Einwohner in Heimarbeit für die Bestandteilfertigung der Musikinstrumente. Um 1925 existierten in Zwota 18 Firmen der Harmonikabranche. In Oberzwota wurde hingegen Holzblasinstrumente produziert. Die Betriebe der Akkordeon- und Harmonikafertigung blieben bis 1990 der größte Arbeitgeber im Ort.

### 19. Jahrhundert bis zur Gegenwart
Zwota, das im 19. Jahrhundert zur Unterscheidung von Oberzwota („Zwotenhäuser“) auch inoffiziell „Unterzwota“ genannt wurde, gehörte mit der Siedlung Zechenbach um 1771 zur Grundherrschaft des Waldguts Zwota. Oberzwota unterstand hingegen weiterhin dem Rittergut Wohlhausen. Zwota gehörte bis 1856 zum kursächsischen bzw. königlich-sächsischen Amt Voigtsberg. Nach 1856 gehörte der Ort zum Gerichtsamt Klingenthal und ab 1875 zur Amtshauptmannschaft Auerbach. Mit der 1875 erfolgten Eröffnung der Bahnstrecke Zwotental–Klingenthal erhielten Zwota im Jahr 1880 und Zwota-Zechenbach im Jahr 1909 einen Haltepunkt. Der weiter entfernte Bahnhof Zwotental trug zwischen 1875 und 1909 den Namen „Bahnhof Zwota“.
Um 1900 galten neben Zechenbach die zur Schönecker Waldgemeinde zählenden Orte Kottenheide im Norden und Landesgemeinde im Süden als Ortsteile von Zwota. Während Kottenheide im Jahr 1906 nach Mulde (1934 in Muldenberg umbenannt) umgegliedert wurde, kam Landesgemeinde 1908 zu Erlbach. Durch die zweite Kreisreform in der DDR kam die Gemeinde Zwota mit ihrem Gemeindeteil Zechenbach im Jahr 1952 zum Kreis Klingenthal im Bezirk Chemnitz (1953 in Bezirk Karl-Marx-Stadt umbenannt), der 1990 als sächsischer Landkreis Klingenthal fortgeführt wurde und 1996 im Vogtlandkreis aufging. Am 1. April 1974 erfolgte die Eingemeindung von Oberzwota nach Zwota. Im Jahr 2008 wurde Zechenbach als Gemeindeteil von Zwota gestrichen.
Seit der Fusion der Gemeinde Zwota mit der Stadt Klingenthal am 1. Januar 2013, zwischen denen zuvor eine Verwaltungsgemeinschaft bestand, bildet Zwota mit Oberzwota und Zwota-Zechenbach einen Ortsteil im Sinne einer Ortschaft mit eigenem Ortschaftsrat.

### Einwohnerentwicklung
Entwicklung der Einwohnerzahl (31. Dezember):
| - 1910: 2964 - 1998: 1618 - 1999: 1630 - 2000: 1604 - 2001: 1590 - 2002: 1581 | - 2003: 1561 - 2004: 1546 - 2005: 1541 - 2007: 1468 - 2008: 1430 |

1910 war Zwota unter den 69 Kommunen der Amtshauptmannschaft Auerbach auf Rang 9 der Einwohnerstatistik.

## Politik

### Gemeinderat

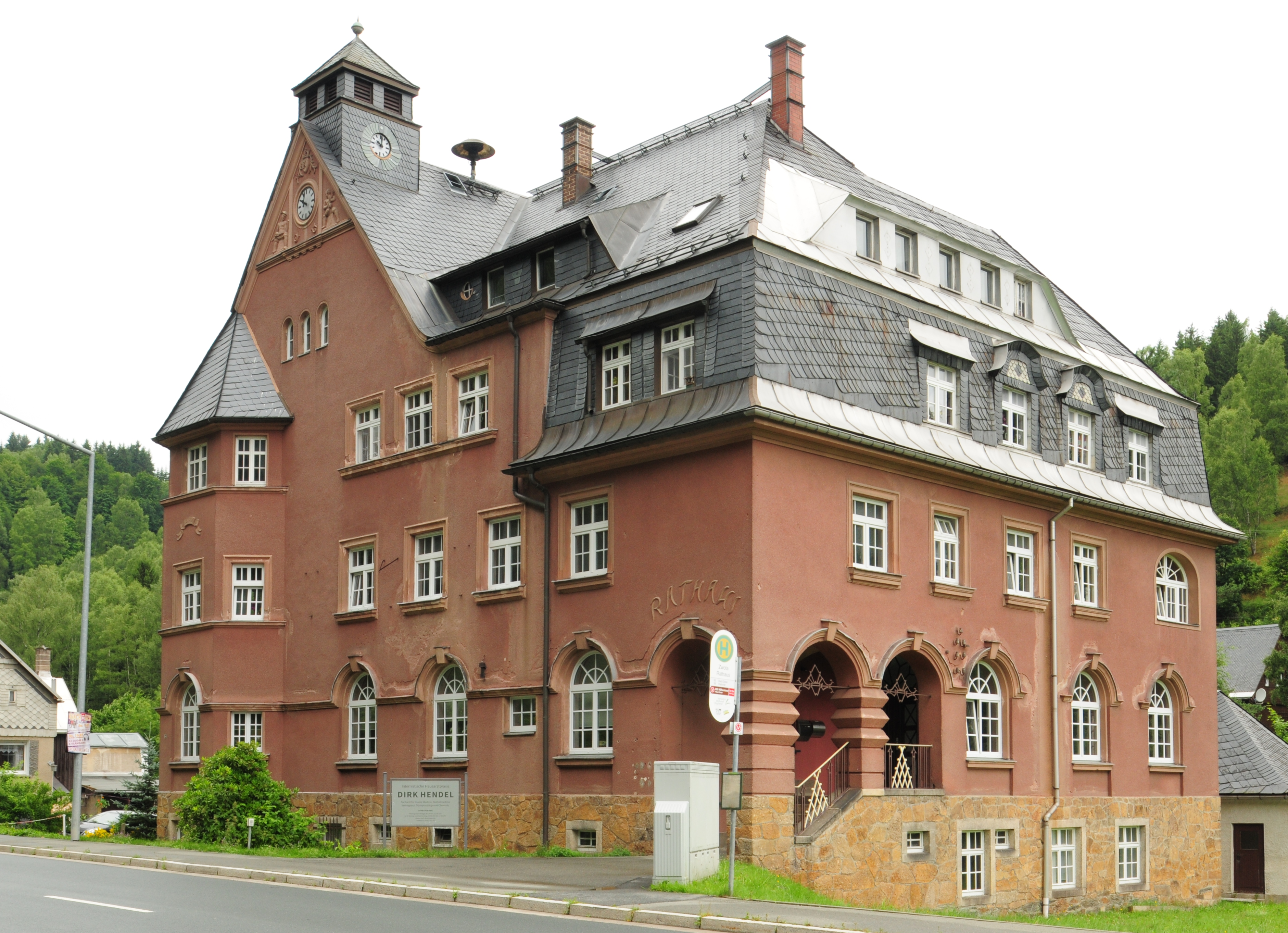
Gebäude des ehemaligen Rathauses

Die letzte Gemeinderatswahl fand am 7. Juni 2009 statt. Bei der Wahl entfielen auf die Wählergemeinschaft (WG) Zwota 62,1 % und auf die Christlich Demokratische Union (CDU) 37,9 % der Stimmen. Die Wahlbeteiligung lag bei 50,4 %.
Für den Gemeinderat (vom 1. Januar 2013 bis 2014 zugleich Ortschaftsrat und Teil des Klingenthaler Stadtrats) resultierte daraus folgende Sitzverteilung:
- Wählergemeinschaft (WG) Zwota: 8 Sitze
- Christlich Demokratische Union (CDU): 4 Sitze

Der bisherige ehrenamtliche Bürgermeister, Thomas Hennig, war bis zur nächsten Wahl wie der bisherige Bürgermeister von Klingenthal Mitglied des Stadtrats.

## Wirtschaft und Infrastruktur

### Verkehr

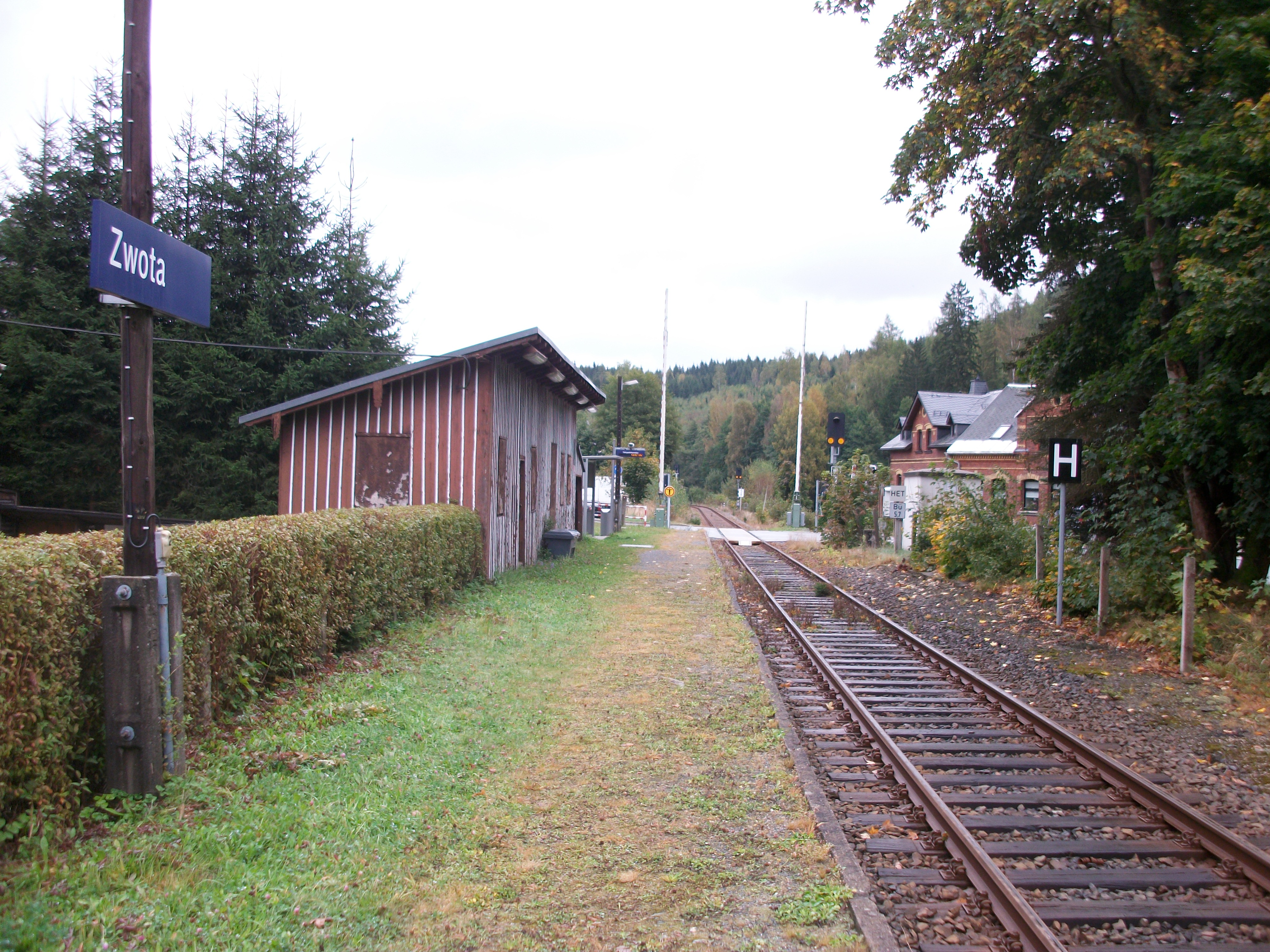
Haltepunkt Zwota (2016)

Durch Zwota führt die B 283. Der Ortsteil hat mit „Zwota“ und „Zwota-Zechenbach“ zwei Haltepunkte an der Bahnstrecke Zwotental–Klingenthal, die von der Vogtlandbahn bedient werden.
Der Ortsteil ist über die PlusBus-Linie 30 des Verkehrsverbunds Vogtland im Stundentakt mit Klingenthal, Bad Elster, Adorf und Markneukirchen verbunden. Außerdem verkehrt die Linie 90 im Zweistundentakt nach Schöneck, Oelsnitz und Plauen sowie zum Aschberg.

### Wirtschaft
In Zwota existieren gegenwärtig 24 Gewerbebetriebe aus verschiedenen Branchen, darunter mehrere Betriebe des Bauhauptgewerbes sowie der Musikinstrumentenindustrie. Von besonderer Bedeutung ist zudem der Tourismus.

### Bildung

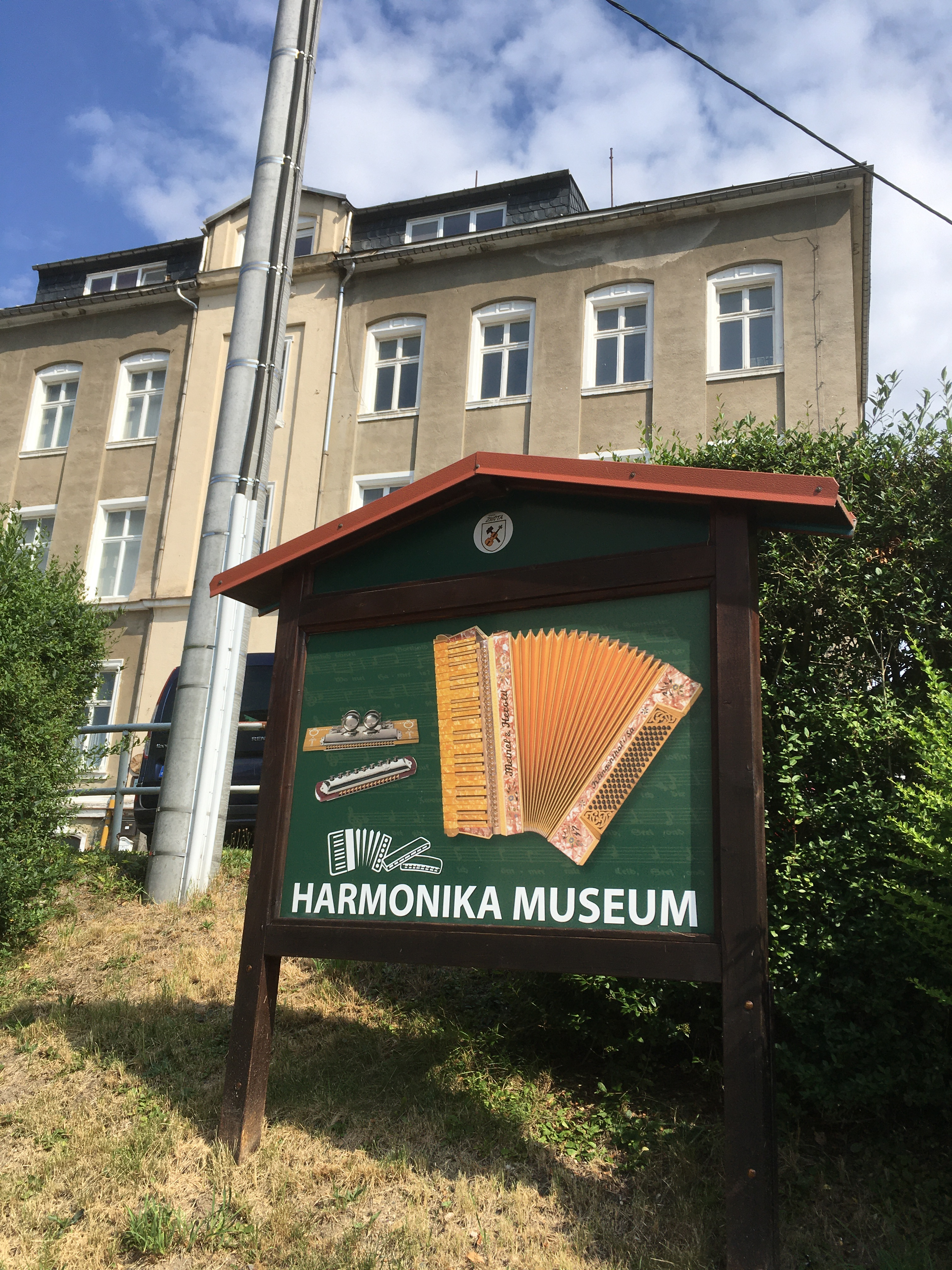
Harmonikamuseum Zwota

Zwota besitzt einen Kindergarten, die Zwoticher Waldwichtel. Die Schulen in Zwota und Zwota-Zechenbach wurden 1890 bzw. 1879 eröffnet. Die Zwotaer Schule entstand am Hammerplatz nach Abriss der baufällig gewordenen Hammerschule. 1925 erfolgte die Vereinigung der beiden Zwotaer Schulbezirke. Aufgrund gesunkener Schülerzahlen musste die Zwotaer Schule neben der Kirche im Jahr 1993 geschlossen werden. Im Jahr 2000 wurde auch die Schule in Zwota-Zechenbach geschlossen.

## Musikinstrumentenbau

### Harmonikamuseum
In die Räume der 1993 geschlossenen Schule zog das 1986 als Spezialsammlung gegründete und 1992 von der Gemeinde übernommene Harmonikamuseum ein.

### Institut für Musikinstrumentenbau
In Zwota befindet sich das Institut für Musikinstrumentenbau. Es wurde 1951 gegründet und ist seit 2004 ein An-Institut der Technischen Universität Dresden. Damit verfügt Zwota über eine Forschungs- und Dienstleistungseinrichtung in den Fachgebieten Akustik, Schwingungstechnik und Werkstoffkunde.

## Kultur und Sehenswürdigkeiten

### Sehenswürdigkeiten
- Waldbühne Zwota
- Naturlehrpfad Hüttenbachtal
- Knockhof, denkmalgeschütztes Wohnhaus aus dem Jahr 1726 mit Doppelwalmdach
- Kirche aus dem Jahr 1885 mit einem Geläut aus drei Eisenhartgussglocken. Der Glockenstuhl besteht aus einer Stahlkonstruktion.[27] Im Folgenden eine Datenübersicht des Geläutes:[27]

| Nr. | Gussdatum | Gießer                                 | Durchmesser | Masse  | Schlagton |
| --- | --------- | -------------------------------------- | ----------- | ------ | --------- |
| 1   | 1946      | Glockengießerei Schilling & Lattermann | 1150 mm     | 700 kg | as′       |
| 2   | 1946      | Glockengießerei Schilling & Lattermann | 905 mm      | 450 kg | c′′       |
| 3   | 1946      | Glockengießerei Schilling & Lattermann | 760 mm      | 200 kg | es′       |

## Ehrenbürger
Bereits im Juli 1932 wurde Adolf Hitler als Führer der NSDAP das Ehrenbürgerrecht verliehen.